# Серж Реджані

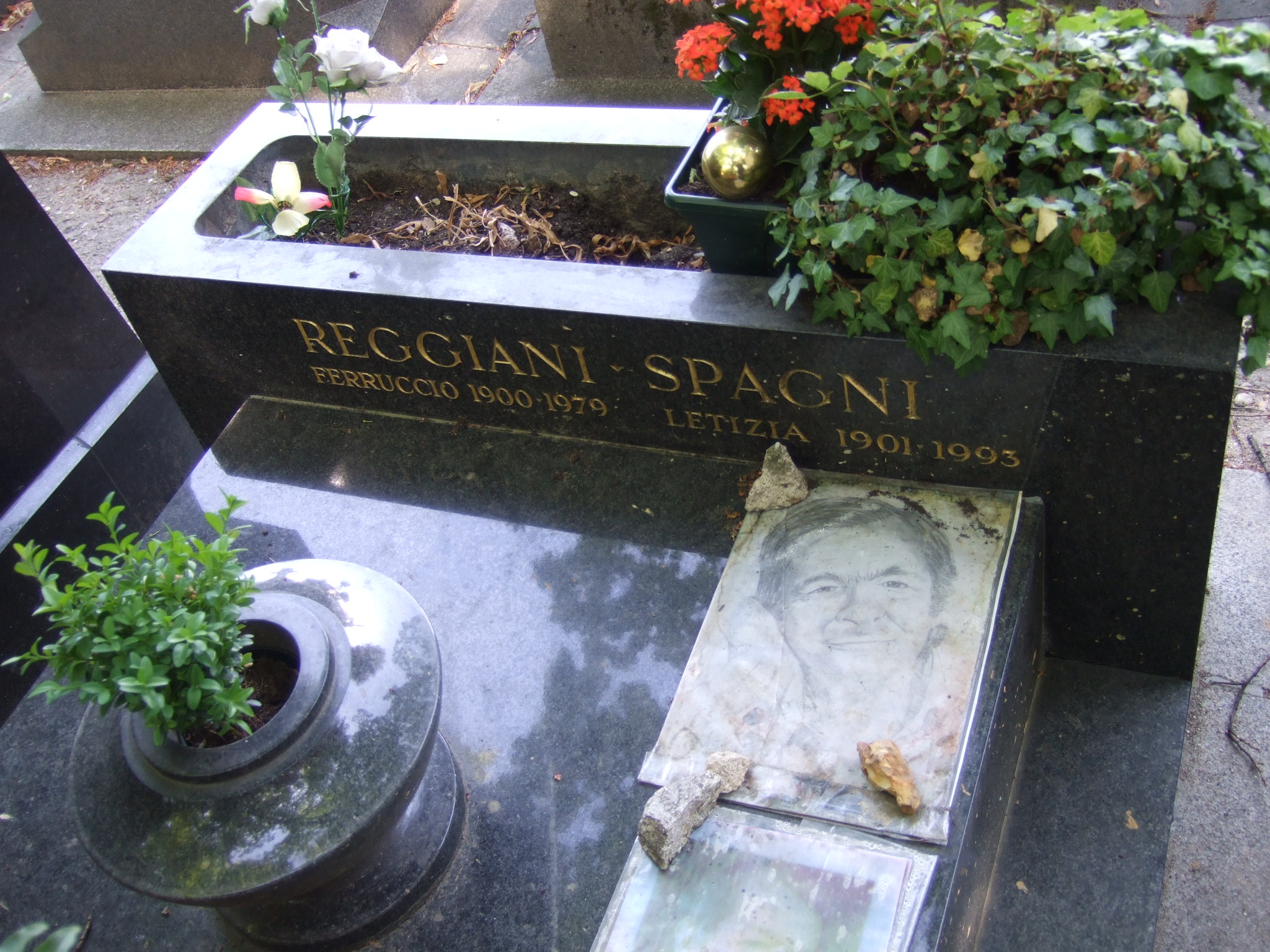
Могила С. Реджані на кладовищі Монпарнас

Серж Реджані́ (Реджіа́ні) (фр. Serge Reggiani; 2 травня 1922, Реджо-нель-Емілія, Емілія-Романья, Італія — 23 липня 2004, Париж, Франція) — французький театральний та кіноактор, художник та співак італійського походження.

## Біографія
Серж Реджані народився 2 травня 1922 року на півночі Італії, в місті Реджо-нель-Емілія (регіон Емілія-Романья) в сім'ї з італійця-антифашиста. У 1926 році у зв'язку з приходом до влади Беніто Муссоліні разом з батьками емігрував у Францію. З юних років цікавився спортом, захоплювався легкою атлетикою, боксом, велосипедним спортом. Після закінчення школи деякий час працював перукарем. Відвідував акторські Курси Симона; у 1940 році Серж закінчив Паризьку консерваторію драматичного мистецтва. У театрі почав грати з 1940 року; найкраща його роль — у виставі «Відлюдники з Альтони» Сартра.
З 1938 року Сердж Реджані почав зніматися в кіно спочатку як статист, потім грав невеликі ролі. З успіхом виступив у фільмі «Перехрестя загублених дітей» (1944). У фільмі 1948 року «Манон» (реж. Анрі-Жорж Клузо) на сюжет Прево, перенесений у сучасність, Реджані зіграв роль юнака, якого заполонила сліпа пристрасть, що привела його до падіння. У «Веронських коханцях» (1949) режисера Андре Каятта актор створив образ «сучасного Ромео» Анжело, готового ціною власного життя боронити власне кохання від ницих домагань жорстокого і розтлінного світу. Реджані втілив у кіно образи романтичних героїв («Золота каска», 1952, реж. Жак Беккер), а також грав характерні ролі, знявшись за час своєї кінокар'єри у понад 80-ти фільмах. Серед значних кіноробіт актора — роль зрадника у фільмі «Марі-Жовтень» (1958, реж. Жульєн Дювів'є), а також роль пілота у фільмі Робера Енріко «Шукачі пригод» (1967), де партнерами Реджані по знімальному майданчику виступили Ален Делон та Ліно Вентура.
З початку 1960 років Реджані часто знімався в Італії, зігравши ролі у фільмах Луїджі Коменчіні «Усі по домівках» (1960), Лукіно Вісконті «Леопард» (1963), Джанні Пуччіні «Сім братів Черві» (1967), Даміано Даміані «День сови» (у радянському прокаті — «Сова з'являється вдень», 1968), Марко Феррері «Не чіпай білу жінку» (1973), Етторе Сколи «Тераса» (1979) та ін.
З 1959 року Сердж Реджані почав виступати спочатку на радіо, потім на естраді як шансоньє, виконуючи пісні на вірші Бориса Віана, Жака Превера та ін. Дебютний альбом Реджані Serge Reggiani chante Boris Vian вийшов у 1964 році; останній — у 1993-му.
Серж Реджані помер 23 липня 2004 року в Парижі у 82-річному віці. Похований на цвинтарі Монпарнас.

## Фільмографія
| Рік  |    | Українська назва                    | Оригінальна назва                        | Роль                                                      |
| ---- | -- | ----------------------------------- | ---------------------------------------- | --------------------------------------------------------- |
| 1940 | ф  | Груднева ніч                        | Nuit de décembre                         | статист                                                   |
| 1942 | ф  | Він приїхав у День всіх святих      | Le voyageur de la Toussaint              | Бой Елой                                                  |
| 1944 | ф  | Перехрестя загублених дітей         | Le carrefour des enfants perdus          | Жоріс                                                     |
| 1945 | ф  | Франсуа Війон                       | François Villon                          | Франсуа Війон                                             |
| 1946 | ф  | Зірка без світла                    | Étoile sans lumière                      | Гастон Лансак                                             |
| 1946 | ф  | Ворота ночі                         | Les portes de la nuit                    | Гай Сенешаль                                              |
| 1947 | ф  | Збіги                               | Coïncidences                             | Жан Менетрьер                                             |
| 1947 | ф  | У розквіті літ                      | La fleur de l'âge                        |                                                           |
| 1948 | ф  | Ману контрабандист                  | Manù il contrabbandiere                  | Мануель Амбосіні                                          |
| 1948 | ф  | Зворотна сторона карт               | Le dessous des cartes                    | Маню                                                      |
| 1948 | ф  | Веронські коханці                   | Les amants de Vérone                     | Анжело (Ромео)                                            |
| 1949 | ф  | Манон                               | Manon                                    | Леон Леско                                                |
| 1949 | ф  | Таємниця жовтої кімнати             | Le mystère de la chambre jaune           | Жозеф Рулетабію                                           |
| 1949 | ф  | У небесному королівстві             | Au royaume des cieux                     | П'єр Массо                                                |
| 1949 | ф  | Аромат пані в чорному               | Le parfum de la dame en noir             | Жозеф Рулетабію, молодий журналіст і детектив-любитель    |
| 1949 | ф  | Повернення до життя                 | Retour à la vie                          | Луї, чоловік молодої німкені (новела 5: «Повернення Луї») |
| 1950 | ф  | Ті, що були з Сен-Лу                | Les anciens de Saint-Loup                | абат Поль Форестьє                                        |
| 1950 | ф  | Карусель                            | La ronde                                 | Франц, солдат                                             |
| 1951 | ф  | Дівчина з характером                | Une fille à croquer                      | Жан-Луї на прізвисько «Лу»                                |
| 1952 | ф  | Засекречені люди                    | Secret People                            | Луї                                                       |
| 1952 | ф  | Золота каска                        | Casque d'or                              | Жорж Манда                                                |
| 1952 | ф  | Червоні сорочки                     | Camicie rosse                            | Лантіні                                                   |
| 1952 | мф | Забавні пригоди містера Вандерберда | La bergère et le ramoneur                | Сажотрус, озвучування                                     |
| 1953 | ф  | Світ засуджує                       | Il mondo le condanna                     | Андре                                                     |
| 1953 | ф  | Небезпечна дівчина                  | Bufere                                   | Серджо Парнелл                                            |
| 1953 | ф  | Акт кохання                         | Un acte d'amour                          | Клод Лаку                                                 |
| 1955 | ф  | Наполеон                            | Napoléon                                 | Люсьєн Бонапарт                                           |
| 1955 | ф  | Мерзотники потрапляють в пекло      | Les salauds vont en enfer                | Рудель                                                    |
| 1957 | тф | Вони їдять?                         | Mangeront-ils?                           |                                                           |
| 1957 | ф  | Еліза                               | Élisa                                    | Бернар Вуазен                                             |
| 1957 | с  | Зарубіжний прес-клуб — Ексклюзив!   | Overseas Press Club — Exclusive!         | сержант Жан Рено                                          |
| 1958 | ф  | Шах носильникові                    | Échec au porteur                         | Бастьєн Сессе                                             |
| 1958 | ф  | Знедолені                           | Les misérables                           | Енжольрас                                                 |
| 1958 | ф  | Безбілетник                         | The Stowaway                             | Альфред Мужа                                              |
| 1958 | ф  | Жінка — сенсація дня                | La donna del giorno                      | Маріо Грімальді                                           |
| 1959 | ф  | Марі-Жовтень                        | Marie-Octobre                            | Антуан Руже, друкар                                       |
| 1960 | ф  | Усі по домівках                     | Tutti a casa                             | інженер Ассунто Чекареллі                                 |
| 1961 | ф  | Паризький блюз                      | Paris Blues                              | Міжель «Джіпсі» Девінь                                    |
| 1962 | ф  | Війна триває                        | La guerra continua                       | Ліберо                                                    |
| 1962 | ф  | Стукач                              | Le doulos                                | Моріс Фожель                                              |
| 1963 | ф  | Леопард                             | Il gattopardo                            | дон Франческо Чіччо Тумео                                 |
| 1964 | с  | Великі хамелеони                    | I grandi camaleonti                      | Робесп'єр                                                 |
| 1964 | ф  | Пекло                               | L'enfer                                  | Марсель №1                                                |
| 1965 | ф  | Марф-Шанталь проти доктора Ха       | Marie-Chantal contre le docteur Kha      | Іванов                                                    |
| 1967 | ф  | 25-а година                         | La vingt-cinquième heure                 | Траян Коруджа                                             |
| 1967 | ф  | Шукачі пригод                       | Les aventuriers                          | пілот                                                     |
| 1967 | ф  | День сови                           | Il giorno della civetta                  | Паріньєду                                                 |
| 1968 | ф  | Сім братів Черві                    | I sette fratelli Cervi                   | Феррарі                                                   |
| 1969 | ф  | Армія тіней                         | L'armée des ombres                       | перкур                                                    |
| 1971 | ф  | Зворотній відлік                    | Comptes à rebours                        | Франсуа Нолан                                             |
| 1972 | ф  | Три мільярди без ліфта              | Trois milliards sans ascenseur           | П'єро                                                     |
| 1972 | ф  | Ватажки                             | Les caïds                                | Тья                                                       |
| 1973 | ф  | Не чіпайте білу жінку!              | Touche pas à la femme blanche            | божевільний індієць                                       |
| 1974 | ф  | Венсан, Франсуа, Поль та інші       | Vincent, François, Paul... et les autres | Поль                                                      |
| 1975 | ф  | Кіт і миша                          | Le chat et la souris                     | Леша                                                      |
| 1976 | ф  | Добрі та злі                        | Le bon et les méchants                   | лідер опору                                               |
| 1977 | ф  | Дівчинка, пришита білою ниткою      | Une fille cousue de fil blanc            | Жером                                                     |
| 1977 | ф  | Віолетта і Франсуа                  | Violette & François                      | батько Франсуа                                            |
| 1977 | ф  | Урочисте причастя                   | La communion solennelle                  | співак, озвучування                                       |
| 1979 | ф  | Тераса                              | La terrazza                              | Серджо                                                    |
| 1979 | ф  | Слід гігантів                       | L'empreinte des géants                   | Фулдруль                                                  |
| 1980 | ф  | Фантастика                          | Fantastica                               | Евклід Браун                                              |
| 1986 | ф  | Погана кров                         | Mauvais sang                             | Шарлі                                                     |
| 1986 | ф  | Бджоляр                             | O melissokomos                           | хворий                                                    |
| 1988 | тф | Вічна молодість                     | L'eterna giovinezza                      |                                                           |
| 1988 | ф  | Не будіть сплячого поліцейського    | Ne réveillez pas un flic qui dort        | Le Stéphanois                                             |
| 1989 | ф  |                                     | Coupe-franche                            | Матьє                                                     |
| 1990 | ф  | Бувають дні… Бувають ночі           | Il y a des jours... et des lunes         | батько Софі                                               |
| 1990 | тф | Велика краса                        | Grand beau                               | За                                                        |
| 1990 | ф  | Я найняв убивцю                     | I Hired a Contract Killer                | Вік                                                       |
| 1990 | ф  | Повне залізо                        | Plein fer                                | Еміліо                                                    |
| 1993 | ф  | Щосили разом з іншими               | De force avec d'autres                   | Серджо                                                    |
| 1993 | ф  |                                     | Rosenemil                                | доктор Леві                                               |
| 1995 | ф  | Маленький хлопчик                   | Le petit garçon                          | Жерма                                                     |
| 1997 | ф  | Героїні                             | Héroïnes                                 | Монгольф'є                                                |
| 1998 | ф  | Піаніст                             | El pianista                              | мер Россель                                               |